# Одеська спеціалізована школа № 90 імені О. С. Пушкіна

## Історія школи
Одеська спеціалізована школа № 90 І — ІІІ ступенів ім. О. С. Пушкіна з поглибленим вивченням німецької мови Одеської міської ради Одеської області.
У 1920-і — 1930-і роки за різними адресами послідовно відкривались і ліквідовувались школи, що мали № 90. Після Другої світової війни цей номер був в черговий раз використаний при заснуванні нової школи: так у 1944 році за адресою Троїцька (тоді — Ярославського), 37 була відкрита середня школа № 90.  Будівлі, у яких розмістилася школа здавна використовувались для освітніх потреб: у XIX — поч. XX ст. більша частина кварталу належала Грецькій церкві, де з боку вулиці різночасно були споруджені заклади середньої освіти чоловіче і жіноче Родоканакієвські училища. . Після  Жовтневої революції за даною адресою знаходилась неповна середня школа № 46 з грецькою мовою навчання.
У 1947 році середня школа № 90 була жіночою 
У 1949 році, з нагоди святкування 150-ї річниця із дня народження О. С. Пушкіна, Постановою Ради міністрів Української РСР школі № 90 було присвоєно його ім'я.
У липні 1958 року школу було переведено у шкільну будівлю типового проєкту за адресою вулиця Велика Арнаутська, 2-Б, де до Другої світової війни знаходилась школа № 48.

Починаючи з 1957 року в навчальному закладі було введено німецьку мову замість французької. У тому ж році школі було надано статут спеціалізованої школи із викладання деяких предметів німецькою мовою. Такі зміни відбулися завдяки відомому одеському педагогу, доценту Інституту іноземних мов В. Т. Ружейникову, який наполягав на тому, що створення спеціалізованих шкіл є необхідним заходом в загальній системі викладання іноземних мов.

## Навчально-виховний комплекс
В листопаді 2004 року на базі школи ім. О. С. Пушкіна було створено Навчально-виховний комплекс у складі спеціалізованої школи № 90 та дошкільного закладу № 126. Директором НВК № 90 став Ігор Іванович Стеценко.

## Керівники школи

### Завідувачі
- М. М. Карагяур (1925—1928)
- А. Борисова (1928—1930)
- П. П. Примаченко (1937—1939)
- Е. І. Любецька (1939—1941)

### Директори
- Є. Л. Лапчинська (липень 1944—1963)
- В. П. Міронюк (1963—1971)
- Д. В. Ветошкина (1971—1978)
- П. І. Накурда[9] (1978—2004)
- І. І. Стеценко (2004 — 2017)[10]
- С. Ю. Іванов (2018 — )